# Xanthopastis
Xanthopastis är ett släkte av fjärilar. Xanthopastis ingår i familjen nattflyn.
Kladogram enligt Catalogue of Life:
| Xanthopastis | \| \| Xanthopastis amaryllidis \| \| \| \| \| \| Xanthopastis antillium \| \| \| \| \| \| Xanthopastis heterocampa \| \| \| \| \| \| Xanthopastis moctezuma \| \| \| \| \| \| Xanthopastis molinoi \| \| \| \| \| \| Xanthopastis regnatrix \| \| \| \| \| \| Xanthopastis timais \| \| \| \| |
|              | \| \| Xanthopastis amaryllidis \| \| \| \| \| \| Xanthopastis antillium \| \| \| \| \| \| Xanthopastis heterocampa \| \| \| \| \| \| Xanthopastis moctezuma \| \| \| \| \| \| Xanthopastis molinoi \| \| \| \| \| \| Xanthopastis regnatrix \| \| \| \| \| \| Xanthopastis timais \| \| \| \| |
|              | Xanthopastis amaryllidis |
|              | |
|              | Xanthopastis antillium |
|              | |
|              | Xanthopastis heterocampa |
|              | |
|              | Xanthopastis moctezuma |
|              | |
|              | Xanthopastis molinoi |
|              | |
|              | Xanthopastis regnatrix |
|              | |
|              | Xanthopastis timais |
|              | |

## Bildgalleri

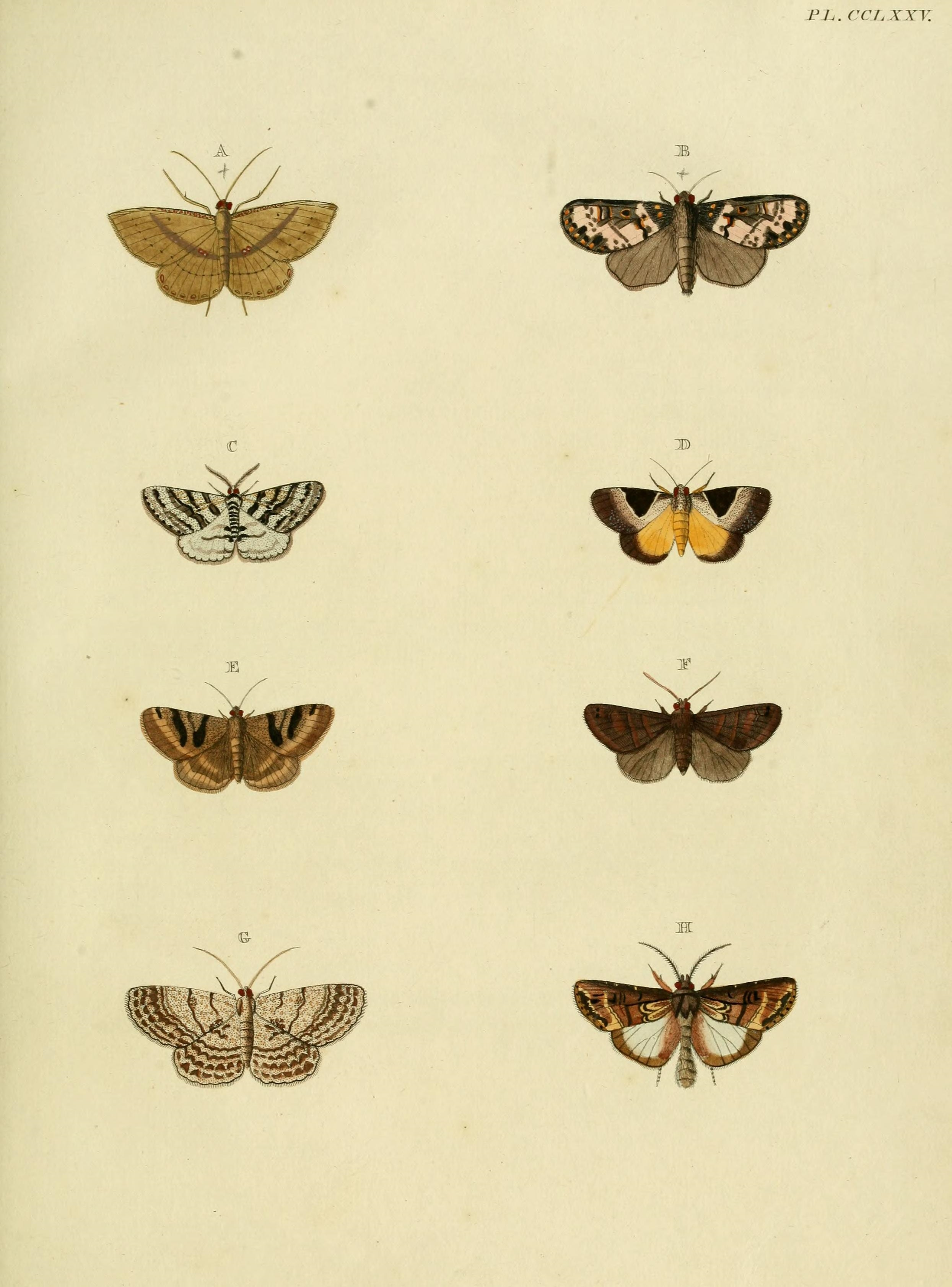
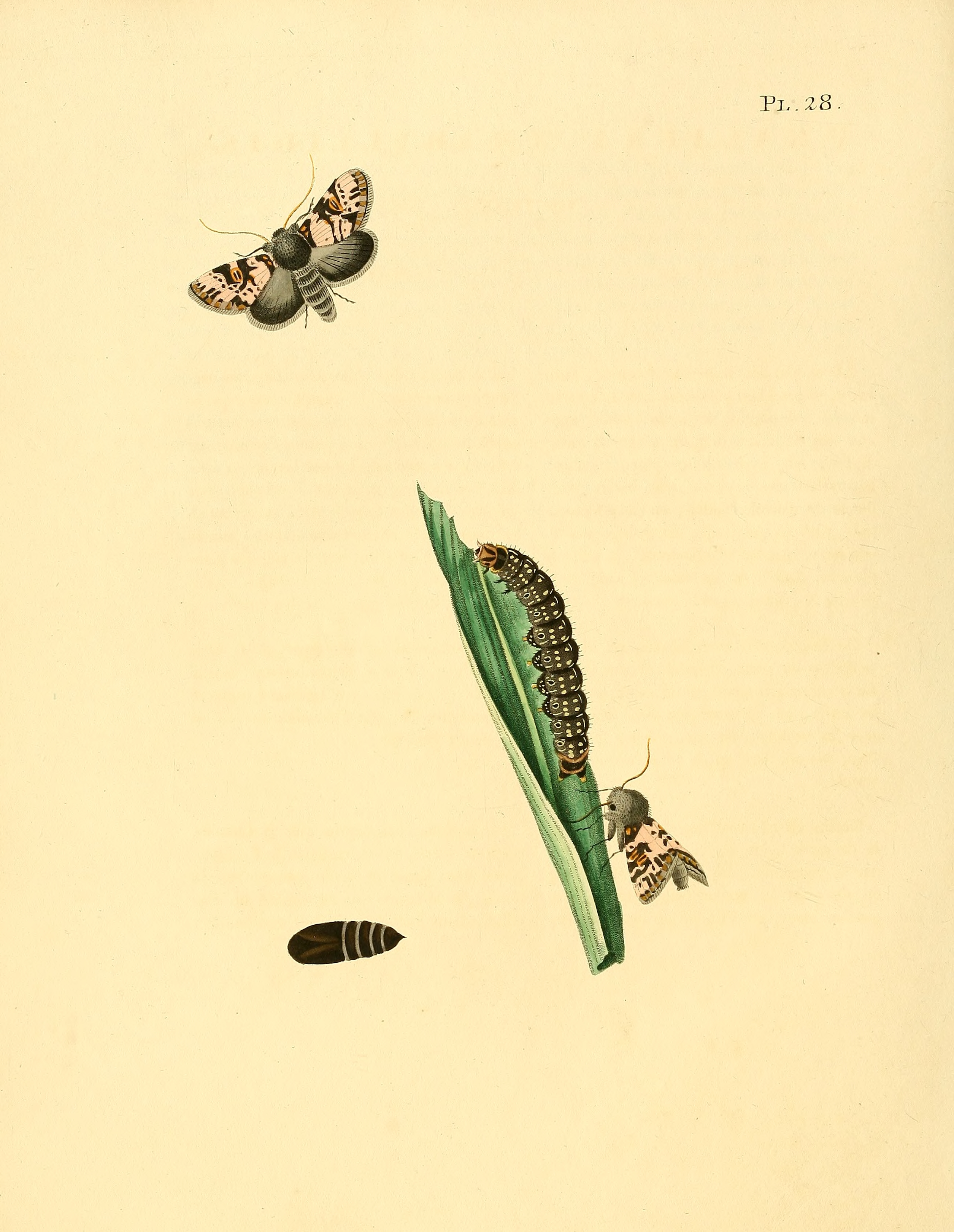
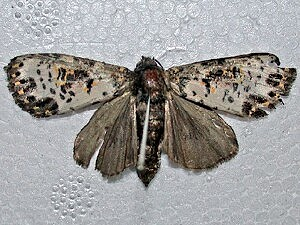